# Empoli Ladies FBC 2021-2022
Questa voce raccoglie le informazioni riguardanti l'Empoli Ladies FBC nelle competizioni ufficiali della stagione 2021-2022.

## Stagione
La stagione 2021-2022 dell'Empoli Ladies è la terza consecutiva in Serie A. L'allenatore Fabio Ulderici, subentrato sul finire del campionato 2020-2021, è stato confermato anche per la stagione 2021-2022.
Il campionato è stato concluso al nono posto con 23 punti conquistati, frutto di 6 vittorie, 5 pareggi e 11 sconfitte, conquistando la salvezza già alla ventesima giornata grazie alla vittoria in casa della Sampdoria. Al termine della stagione l'attaccante Chanté Dompig è stata premiata come miglior giovane della stagione di Serie A.
In Coppa Italia la squadra è arrivata fino alle semifinali. Dopo aver concluso il triangolare 2 dei gironi preliminari a pari punti con Napoli e ChievoVerona FM, ha superato il turno grazie a un sorteggio. Ai quarti di finale ha superato la Fiorentina grazie alla regola dei gol fuori casa, mentre in semifinale è stato eliminato dalla Roma, che si è imposta sia all'andata che al ritorno.

## Organigramma societario
Di seguito l'organigramma societario.
Area amministrativa
- Presidente: Rebecca Corsi
- Vice Presidente: Gianmarco Lupi
- Consigliere di amministrazione: Stefano Calistri
- Direttore sportivo: Domenico Aurelio
- Team manager: Luca Emanuele Bonomo
- Addetto stampa: Filippo Tecce

Area tecnica
- Allenatore: Fabio Ulderici
- Allenatore in seconda: Andrea Giannetti
- Preparatore dei portieri: Giuseppe Martino
- Preparatori atletico: Marco Masoni, Federico Carmignani
- Kit manager: Benedetta Greco
- Fisioterapista: Stefano Venturi, Rosanna Laura
- Medico sociale: Beatrice Leone

## Rosa
Rosa aggiornata al 24 gennaio 2022.
| N. |                        | Ruolo | Calciatrice          |
| -- | ---------------------- | ----- | -------------------- |
| 1  | Italia (bandiera)      | P     | Alessia Capelletti   |
| 4  | Italia (bandiera)      | D     | Margherita Brscic    |
| 6  | Paesi Bassi (bandiera) | C     | Anna Knol            |
| 7  | Italia (bandiera)      | C     | Cecilia Prugna       |
| 8  | Italia (bandiera)      | C     | Marta Morreale       |
| 9  | Paesi Bassi (bandiera) | A     | Chanté Dompig        |
| 10 | Italia (bandiera)      | C     | Norma Cinotti        |
| 11 | Italia (bandiera)      | A     | Asia Bragonzi        |
| 12 | Italia (bandiera)      | D     | Sara Mella           |
| 13 | Italia (bandiera)      | D     | Elisabetta Oliviero  |
| 14 | Italia (bandiera)      | D     | Aurora De Rita       |
| 16 | Italia (bandiera)      | D     | Bianca Giulia Bardin |
| 18 | Italia (bandiera)      | D     | Ludovica Silvioni    |
| 19 | Italia (bandiera)      | C     | Elena Nichele        |

| N. |                       | Ruolo | Calciatrice                |
| -- | --------------------- | ----- | -------------------------- |
| 20 | Italia (bandiera)     | D     | Gloria Giatras Zoi         |
| 22 | Italia (bandiera)     | A     | Sara Tamborini             |
| 23 | Italia (bandiera)     | C     | Melissa Bellucci           |
| 24 | Italia (bandiera)     | P     | Gloria Ciccioli            |
| 25 | Italia (bandiera)     | A     | Isotta Nocchi              |
| 26 | Italia (bandiera)     | A     | Valeria Monterubbiano      |
| 27 | Italia (bandiera)     | D     | Eleonora Binazzi           |
| 33 | Italia (bandiera)     | C     | Tessa Lourdes Mendolicchio |
| 38 | Italia (bandiera)     | A     | Matilde De Matteis         |
| 55 | Italia (bandiera)     | D     | Ludovica Nicolini          |
| 61 | Italia (bandiera)     | P     | Francesca Sacchi           |
| 77 | Portogallo (bandiera) | D     | Giovana Maia               |
| 82 | Italia (bandiera)     | C     | Gemma Puntoni              |

## Calciomercato

### Sessione estiva
| Acquisti | Acquisti              | Acquisti       | Acquisti    |
| R.       | Nome                  | da             | Modalità    |
| -------- | --------------------- | -------------- | ----------- |
| P        | Gloria Ciccioli       | L.F. Jesina    | in prestito |
| P        | Francesca Sacchi      | Pontedera      | definitivo  |
| D        | Bianca Giulia Bardin  | Florentia S.G. | definitivo  |
| D        | Melissa Bellucci      | Juventus       | in prestito |
| D        | Margherita Brscic     | Juventus       | in prestito |
| D        | Sara Mella            | Verona         | definitivo  |
| D        | Elisabetta Oliviero   | Napoli         | definitivo  |
| D        | Ludovica Silvioni     | Juventus       | in prestito |
| C        | Marta Morreale        | Fiorentina     | in prestito |
| C        | Elena Nichele         | Verona         | definitivo  |
| A        | Asia Bragonzi         | Juventus       | in prestito |
| A        | Valeria Monterubbiano | Sassuolo       | in prestito |
| A        | Isotta Nocchi         | Fiorentina     | in prestito |
| A        | Sara Tamborini        | Milan          | in prestito |

| Cessioni | Cessioni           | Cessioni        | Cessioni      |
| R.       | Nome               | a               | Modalità      |
| -------- | ------------------ | --------------- | ------------- |
| P        | Francesca Fabiano  | Torres          | in prestito   |
| P        | Noemi Fedele       | Fiorentina      | fine prestito |
| D        | Maria Bertone      | Torres          | in prestito   |
| D        | Lucia Di Guglielmo | Roma            | definitivo    |
| D        | Nicole Fabbroni    | ChievoVerona FM | in prestito   |
| D        | Martina Toniolo    | Juventus        | fine prestito |
| A        | Arianna Acuti      | Napoli          | definitivo    |
| A        | Angela Caloia      |                 | svincolata    |
| A        | Benedetta Glionna  | Juventus        | fine prestito |
| A        | Morena Iannazzo    | Torres          | in prestito   |
| A        | Giorgia Miotto     | Milan           | [ 28 ]        |
| A        | Elisa Polli        | Inter           | in prestito   |

### Sessione invernale
| Acquisti | Acquisti     | Acquisti      | Acquisti   |
| R.       | Nome         | da            | Modalità   |
| -------- | ------------ | ------------- | ---------- |
| D        | Giovana Maia | RB Bragantino | definitivo |

| Cessioni | Cessioni | Cessioni | Cessioni |
| R.       | Nome     | a        | Modalità |
| -------- | -------- | -------- | -------- |

## Risultati

### Serie A

#### Girone di andata
| Arbitro: | Ferrieri Caputi (Livorno) |

|  |           |                                                       |
|  | Marcatori | 22’ (aut.) De Rita 57’ (aut.) Mella 64’ (aut.) Prugna |

| Arbitro: | Andreano (Prato) |

|                      |           |                                       |
| Moraca 85’ Cox 90+7’ | Marcatori | 24’ (rig.) Prugna 37’ (rig.) Bragonzi |

| Arbitro: | Caldera (Como) |

|            |           |                                                            |
| Bardin 12’ | Marcatori | 10’ Pandini 22’ (rig.) Karchouni 28’ Marinelli 47’ Bonetti |

| Arbitro: | Costanza (Agrigento) |

|             |           |  |
| Girelli 71’ | Marcatori |  |

| Arbitro: | Catanoso (Reggio Calabria) |

|                              |           |           |
| Dompig 50’ Bragonzi 58’, 85’ | Marcatori | 2’ Cedeño |

| Arbitro: | Diop (Treviglio) |

|                             |           |                        |
| Cantore 5’, 65’ Dubcová 58’ | Marcatori | 70’ Bardin 74’ Cinotti |

| Arbitro: | Pirrotta (Barcellona Pozzo di Gotto) |

|                                |           |  |
| Oliviero 35’ Prugna 87’ (rig.) | Marcatori |  |

| Arbitro: | Gauzolino (Torino) |

|              |           |  |
| Giacinti 68’ | Marcatori |  |

| Arbitro: | Grasso (Ariano Irpino) |

|                           |           |                               |
| Oliviero 28’ Bragonzi 54’ | Marcatori | 5’ Helmvall 85’ (rig.) Rincón |

| Arbitro: | Maranesi (Ciampino) |

|  |           |              |
|  | Marcatori | 12’ Bragonzi |

| Arbitro: | Bordin (Bassano del Grappa) |

|             |           |              |
| Cinotti 28’ | Marcatori | 22’ Sabatino |

#### Girone di ritorno
| Arbitro: | Zamagni (Cesena) |

|                                             |           |            |
| Schaathun Bergersen 84’ Linari 90+8’ (rig.) | Marcatori | 39’ Dompig |

| Arbitro: | Lovison (Padova) |

|              |           |                             |
| Bragonzi 38’ | Marcatori | 65’ Banusic 77’ Dellaperuta |

| Arbitro: | Mucera (Palermo) |

|                                      |           |                         |
| Bonetti 13’ Nchout 19’ Karchouni 29’ | Marcatori | 45’ Dompig 90+2’ Nocchi |

| Arbitro: | Villa (Rimini) |

|                             |           |             |
| Monterubbiano 9’ Prugna 15’ | Marcatori | 77’ Boattin |

| Arbitro: | Calzavara (Varese) |

|  |           |            |
|  | Marcatori | 73’ Dompig |

| Arbitro: | Bordin (Bassano del Grappa) |

|            |           |            |
| Dompig 71’ | Marcatori | 86’ Parisi |

| Formello 26 marzo 2022, ore 14:30 CET 18ª giornata | Lazio             | 0 – 0 referto | Empoli | Stadio Mirko Fersini\| Arbitro: \| Madonia (Palermo) \| |
| Arbitro:                                           | Madonia (Palermo) |               |        |                                                         |

| Arbitro: | Costanza (Agrigento) |

|  |           |                                |
|  | Marcatori | 4’ Bergamaschi 17’, 55’ Thomas |

| Arbitro: | Virgilio (Trapani) |

|              |           |                                     |
| Martínez 23’ | Marcatori | 8’ De Rita 76’ Cinotti 78’ Bragonzi |

| Arbitro: | Petrella (Viterbo) |

|               |           |                                    |
| Tamborini 10’ | Marcatori | 45’ Jaimes 45+1’ Goldoni 73’ Pinna |

| Arbitro: | Centi (Terni) |

|                                                                   |           |  |
| Sabatino 29’ (rig.), 85’ Boquete 48’ Catena 60’ Giacinti 65’, 87’ | Marcatori |  |

### Coppa Italia

#### Gironi eliminatori
| Arbitro: | Marra (Mantova) |

|             |           |                 |
| Marenić 49’ | Marcatori | 10’ (rig.) Knol |

| Arbitro: | Gavini (Aprilia) |

|           |           |             |
| Acuti 35’ | Marcatori | 40’ Cinotti |

#### Quarti di finale
| Sesto Fiorentino 29 gennaio 2022, ore 12:30 CET Andata | Empoli             | 0 – 0 referto | Fiorentina | Stadio Pietro Torrini\| Arbitro: \| De Angeli (Milano) \| |
| Arbitro:                                               | De Angeli (Milano) |               |            |                                                           |

| Arbitro: | Bitonti (Bologna) |

|                          |           |                       |
| Sabatino 33’ (rig.), 73’ | Marcatori | 14’ Nocchi 23’ Dompig |

#### Semifinali
| Arbitro: | Monaldi (Macerata) |

|  |           |               |
|  | Marcatori | 60’ Giugliano |

| Arbitro: | Scatena (Avezzano) |

|                        |           |  |
| Soffia 25’ Bartoli 80’ | Marcatori |  |

## Statistiche

### Statistiche di squadra
| Competizione | Punti | In casa | In casa | In casa | In casa | In casa | In casa | In trasferta | In trasferta | In trasferta | In trasferta | In trasferta | In trasferta | Totale | Totale | Totale | Totale | Totale | Totale | DR  |
| Competizione | Punti | G       | V       | N       | P       | Gf      | Gs      | G            | V            | N            | P            | Gf           | Gs           | G      | V      | N      | P      | Gf     | Gs     | DR  |
| ------------ | ----- | ------- | ------- | ------- | ------- | ------- | ------- | ------------ | ------------ | ------------ | ------------ | ------------ | ------------ | ------ | ------ | ------ | ------ | ------ | ------ | --- |
| Serie A      | 23    | 11      | 3       | 3       | 5       | 14      | 21      | 11           | 3            | 2            | 6            | 12           | 19           | 22     | 6      | 5      | 11     | 26     | 40     | -14 |
| Coppa Italia | -     | 2       | 0       | 1       | 1       | 0       | 1       | 4            | 0            | 3            | 1            | 4            | 6            | 6      | 0      | 4      | 2      | 4      | 7      | -3  |
| Totale       | -     | 13      | 3       | 4       | 6       | 14      | 22      | 15           | 3            | 5            | 7            | 16           | 25           | 28     | 6      | 9      | 13     | 30     | 47     | -17 |

### Andamento in campionato
| Giornata  | 1 | 2 | 3 | 4 | 5 | 6 | 7 | 8 | 9 | 10 | 11 | 12 | 13 | 14 | 15 | 16 | 17 | 18 | 19 | 20 | 21 | 22 |
| --------- | - | - | - | - | - | - | - | - | - | -- | -- | -- | -- | -- | -- | -- | -- | -- | -- | -- | -- | -- |
| Luogo     | C | T | C | T | C | T | C | T | C | T  | C  | T  | C  | T  | C  | T  | C  | T  | C  | T  | C  | T  |
| Risultato | P | N | P | P | V | P | V | P | N | V  | N  | P  | P  | P  | V  | V  | N  | N  | P  | V  | P  | P  |
| Posizione | 7 | 7 | 8 | 9 | 7 | 9 | 9 | 9 | 9 | 8  | 9  | 9  | 9  | 9  | 8  | 8  | 7  | 7  | 7  | 7  | 7  | 9  |

Legenda:

Luogo: C = Casa; T = Trasferta. Risultato: V = Vittoria; N = Pareggio; P = Sconfitta.

### Statistiche delle giocatrici
| Giocatore        | Serie A  | Serie A | Serie A     | Serie A    | Coppa Italia | Coppa Italia | Coppa Italia | Coppa Italia | Totale   | Totale | Totale      | Totale     |
| Giocatore        | Presenze | Reti    | Ammonizioni | Espulsioni | Presenze     | Reti         | Ammonizioni  | Espulsioni   | Presenze | Reti   | Ammonizioni | Espulsioni |
| ---------------- | -------- | ------- | ----------- | ---------- | ------------ | ------------ | ------------ | ------------ | -------- | ------ | ----------- | ---------- |
| B.G. Bardin      | 11       | 2       | 0           | 0          | 2            | 0            | 0            | 0            | 13       | 2      | 0           | 0          |
| M. Bellucci      | 21       | 0       | 1           | 0          | 6            | 0            | 0            | 0            | 27       | 0      | 1           | 0          |
| E. Binazzi       | 7        | 0       | 1           | 0          | 3            | 0            | 1            | 0            | 10       | 0      | 2           | 0          |
| A. Bragonzi      | 19       | 7       | 4           | 0          | 3            | 0            | 0            | 0            | 22       | 7      | 4           | 0          |
| M. Brscic        | 9        | 0       | 2           | 0          | 3            | 0            | 2            | 0            | 12       | 0      | 4           | 0          |
| A. Capelletti    | 17       | -27     | 3           | 0          | 4            | -5           | 0            | 0            | 21       | -32    | 3           | 0          |
| G. Ciccioli      | 5        | -12     | 0           | 0          | 2            | -2           | 1            | 0            | 7        | -14    | 1           | 0          |
| N. Cinotti       | 20       | 3       | 0           | 0          | 6            | 1            | 1            | 0            | 26       | 4      | 1           | 0          |
| M. De Matteis    | 0        | 0       | 0           | 0          | -            | -            | -            | -            | 0        | 0      | 0           | 0          |
| A. De Rita       | 21       | 1       | 4           | 0          | 6            | 0            | 1            | 0            | 27       | 1      | 5           | 0          |
| C. Dompig        | 21       | 4       | 0           | 0          | 6            | 1            | 1            | 0            | 27       | 5      | 1           | 0          |
| G. Giatras Zoi   | -        | -       | -           | -          | -            | -            | -            | -            | -        | -      | -           | -          |
| A. Knol          | 16       | 0       | 3           | 0          | 4            | 1            | 0            | 0            | 20       | 1      | 3           | 0          |
| G. Maia          | 9        | 0       | 1           | 0          | 4            | 0            | 0            | 0            | 13       | 0      | 1           | 0          |
| S. Mella         | 20       | 0       | 2           | 0          | 5            | 0            | 0            | 0            | 25       | 0      | 2           | 0          |
| T. Mendolicchio  | 0        | 0       | 0           | 0          | -            | -            | -            | -            | 0        | 0      | 0           | 0          |
| V. Monterubbiano | 19       | 1       | 3           | 0          | 4            | 0            | 2            | 0            | 23       | 1      | 5           | 0          |
| M. Morreale      | 6        | 0       | 1           | 0          | 2            | 0            | 0            | 0            | 8        | 0      | 1           | 0          |
| E. Nichele       | 13       | 0       | 0           | 0          | 4            | 0            | 0            | 0            | 17       | 0      | 0           | 0          |
| L. Nicolini      | 2        | 0       | 0           | 0          | 0            | 0            | 0            | 0            | 2        | 0      | 0           | 0          |
| I. Nocchi        | 16       | 1       | 2           | 0          | 6            | 1            | 1            | 0            | 22       | 2      | 3           | 0          |
| E. Oliviero      | 18       | 2       | 3           | 0          | 6            | 0            | 1            | 0            | 24       | 2      | 4           | 0          |
| C. Prugna        | 15       | 3       | 2           | 0          | 3            | 0            | 1            | 0            | 18       | 3      | 3           | 0          |
| G. Puntoni       | 1        | 0       | 0           | 0          | -            | -            | -            | -            | 1        | 0      | 0           | 0          |
| F. Sacchi        | 1        | -2      | 0           | 0          | 0            | 0            | 0            | 0            | 1        | -2     | 0           | 0          |
| L. Silvioni      | 20       | 0       | 2           | 0          | 6            | 0            | 0            | 0            | 26       | 0      | 2           | 0          |
| S. Tamborini     | 10       | 1       | 2           | 0          | 4            | 0            | 0            | 0            | 14       | 1      | 2           | 0          |